# Caprimulgus aegyptius
Caprimulgus aegyptius là một loài chim trong họ Caprimulgidae.

## Hình ảnh

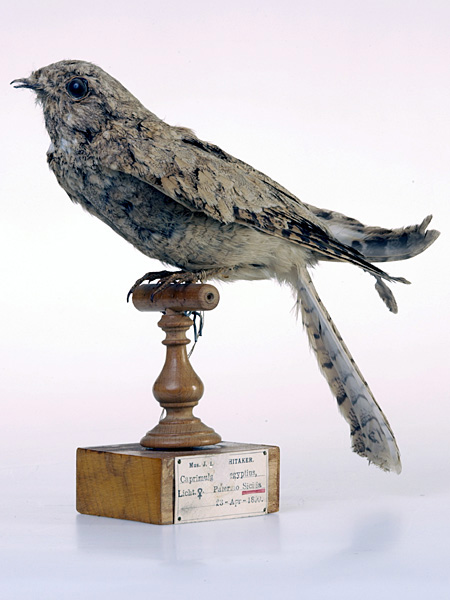